# Церква Успіння Пречистої Богородиці (Топільниця)
Церква Успіння Пречистої Богородиці — дерев'яна церква у селі Топільниця, (Старосамбірський район, Львівська область) споруджена 1730 році. Храм є прекрасною пам'яткою дерев'яної сакральної архітектури.

## Історія

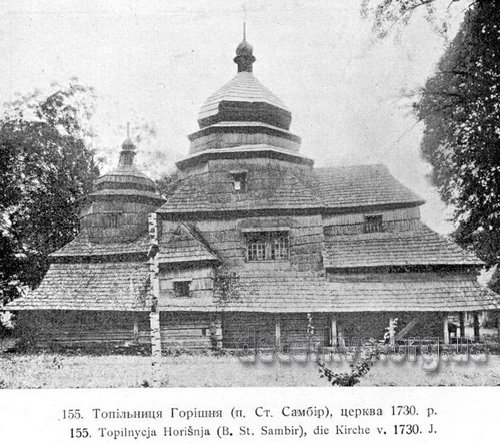
Вигляд церкви в 1930-х роках

### Історія монастиря
Монастир василіанського чину з церквою Святої Трійці заснував на сирому корені на ґрунті, званому Демидка, Григорій Турянський, (за іншими версіями пан Капустянський) син шляхетного Теодора і Настасії Височанської, привілеєм від 11 квітня 1616 року і наділив його ґрунтами та надав ігуменові єромонаху ченцеві Антонієві. 
За опікунів церкви і монастиря він призначив Олександра Шептицького, Теодора Винницького Вальковича, Марка Височанського і Романа Попеля Федоровича – поважних представників української шляхти. Це важливо з огляду на спроби полонізації цього краю в наступні століття.
На жаль, не збереглося опису першої монастирської церкви.

### Історія церкви
У 1730 році в монастирі звели нову дерев'яну тризрубну двоверху церкву, як свідчив напис на одвірку західних дверей (“Рокꙋ Бжіѧ АѰЛ (1730) мца маѧ ніѧ КИ (28)”), яку посвятили Успінню Прясвятої Богородиці. У 1774 році монастир приєднаний до Спаського, а 1788 року ліквідований.
Правдоподібно, що в 1730 р. церква була основне ремонтована, або збудована тоді почасти зі старого матеріалу, на що вказують різні старші кусні дерева в стінах, взяті з іншої будови, що підтверджують і місцеві перекази про будову цеї церкви в 1730 р. на зразок давнішої. Матеріал будови: смерека і дуб. Зруб з пластин і півкругляків.
Монастирську церкву перетворили на парохіяльну церкву в Топільниці Горішній. У 1920-1930-х роках церкву досліджували Михайло Драган і Володимир Січинський.
Топільницька церква привернула увагу і мистців, зокрема, 1928 року її та дзвіницю намалювала аквареллю Олена Кульчицька. Радянська влада зачинила церкву 1958 року. Проте громада, яка доглядала її, у 1970-х роках провела ремонт, стягнувши стіни нави лисицями та замінивши ґонтове кожухування стін на вертикальне ошалювання дошками і лиштвами.
Після відкриття її у 1989 році громада відремонтувала церкву. "По периметру другого ярусу бабинця влаштована засклена арочна галерея, на яку ведуть дерев'яні сходи від північної сторони. На стіні з відкритого зрубу написана дата «1943 р.» — моє доповнення.

## Опис

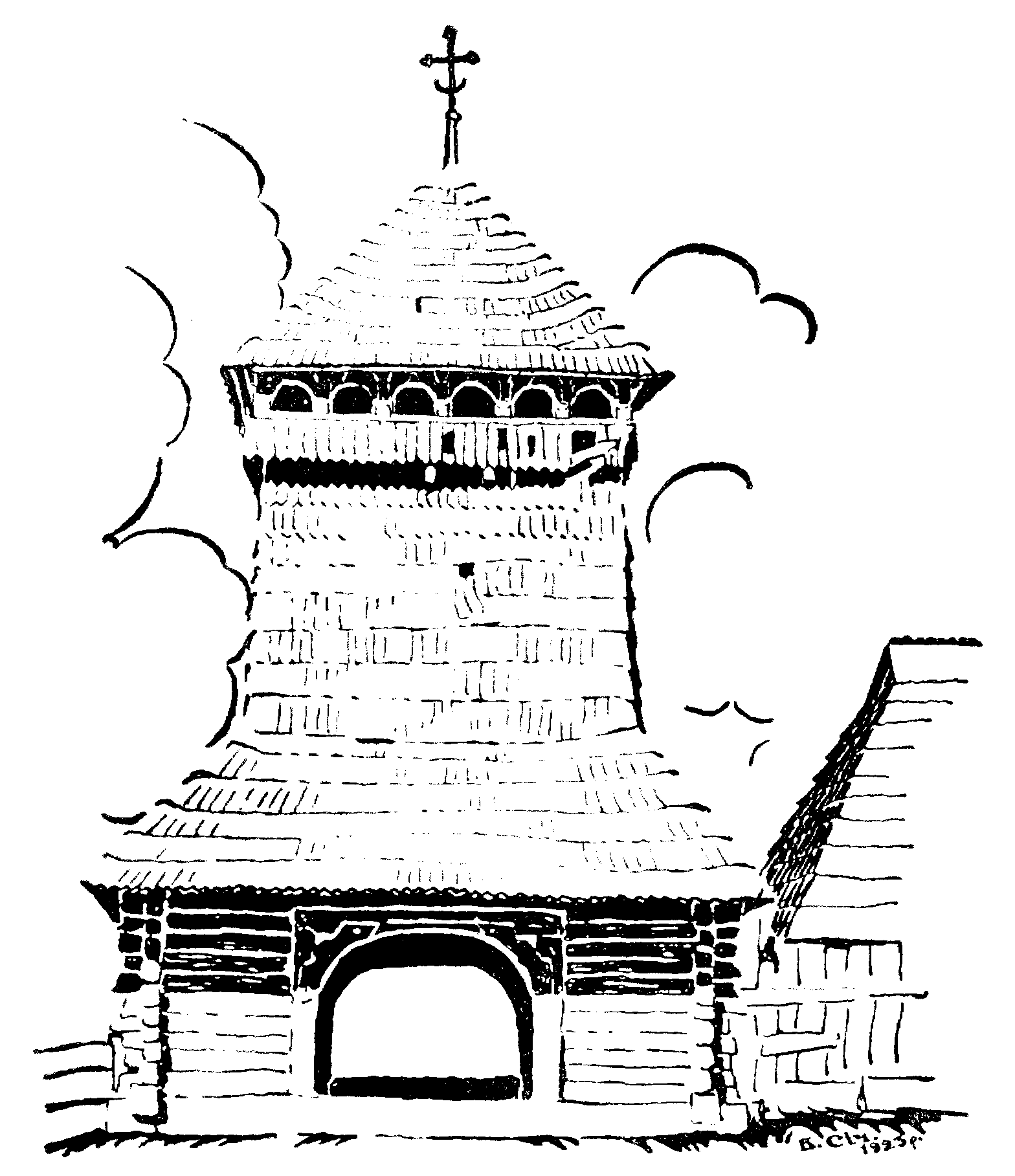
Дзвіниця при давній церкві Успіння Пресвятої Богородиці

До церковного комплексу входить двоярусна дерев’яна дзвіниця стовпової конструкції 1730 р. (теж пам’ятка архітектури місцевого значення, раніше вона слугувала брамою для проїзду на територію монастиря) з двома будівлями, шпихлір 1730 р. при дзвіниці, мурована каплиця XVIII ст. та давній цвинтар.
У каплиці збереглися прекрасні ікони XVIII ст. “Св. арх. Михаїл”,  “Положення ризи Пр. Богородиці Влахернської” (1 червня 1741 р.) та “Св. Варвара і св. Катерина”. Важливим свідчення високого становища жінки у тогочасному українському суспільстві є збережений надпис про відновлення ікони Св. арх. Михаїла: “Ктитор Іωанъ Котецкій со женою Анною 1876 маляр Чайка”.
На захід від церкви розташована сучасна їй дерев'яна двоярусна брама-дзвіниця стовпової конструкції. Церква з іншими спорудами утворює комплекс монастиря XVIII ст., унікальний для Старосамбірщини.
Церква трьохкамерного типу з невеликими прибудовами кліросів, що входять в загальну масу будови, як основні частини. Бані є над середньою навою і вівтарем. Над бабинцем звичайне хатнє покриття з галерейками у два яруси. Середня камера і дві бічні наближуються до квадрату. Опасання навколо церкви з західного причілку є значно вище як у виступів кліросів. Галерейка 2-го ярусу не вища середнього росту чоловіка, а підлога галерейки на рівні хорів.
Пізніший ремонт дуже попсував внутрішній вид церкви. Для зміцнення бані середня головна баня перекрита восьмибічним стіжковим накритим значно нижчим від старої бані, а менша баня над вівтарем спочиває на звичайній стелі на сволоках. Крім сього середня баня стягнена в двох напрямах, а вівтарна в одному — дерев'яними балками-стяжками. На підставі обсліду автор думає, що первісне бані церкви своєю формою в середині відповідали зовнішньому видови. На перекрою спроектовано первісний вид бань та заштриховано сучасне перекриття бань. Вхідних дверей у церкві троє: головні з західного причілку, південні до середньої і вівтарної частини.
Церква доволі великого розміру. Середня баня у первісному своєму виді давала величезний простір. Два яруси звужених зрубів, з яких верхній був вищий від нижнього, викликали враження великого підвищення цілої будови. Теперішнє стіжкове накриття бані є більше присадкуватим.
Зовнішня закінченість і гармонійність будови доведена тут до особливої досконалості. Прості, але продумані лінії бань дають прекрасні форми тонкого відчуття ритму майстром — будівничим, а слід зазначити, що бані, особливо мала, заложені не на квадратових, тільки на сильно витягнутих прямокутниках. Що до накриття бабинця, то трудно встановити чи він мав колись баню подібну до вівтарної.
Тип двобанної церкви з передньою розвиненою частиною бабинця з опасанням і галерейкою в другому ярусі зустрічаємо і в інших церквах Галичини, зарисованих А. Лушпинським пр.: в с. Торки 1661 р., в Долині 1690 р., в Лішнянскому Монастирі 1705 р., та з банею над бабинцем як і над вівтарем у Підвисокому, Хоросні 1615 р., Хотинці 1615 р.
Дуже подібна церква до Топільницької з таким же типом плану і галерейками, але з банею над бабинцем і трохи відмінною формою бані є в сусідньому Тур'є.
Споріднений тип церкви, але більше розвинений представляє церква св. Юра в Дрогобичі, побудована близько 1600 р. Тут на прибудовах кліросів є невеличкі бані; також є баня і над бабинцем. Тільки форма бань іншого характеру.